# Georg von Maltzan
Georg W. Freiherr von Maltzan (* 4. Mai 1953 in Frankfurt am Main) ist ein pensionierter deutscher Marineoffizier, zuletzt Flottillenadmiral und Unterabteilungsleiter Operation im Marinekommando in Rostock.

## Leben
Georg von Maltzan wuchs unter anderem in Athen auf und trat mit der Crew VII/73 in die Bundesmarine ein. Er wurde als Wachoffizier im 3. Schnellbootgeschwader eingesetzt. 1980 wurde er Kommandant des Schnellboots der Tiger-Klasse S 47 Jaguar. Ab 1984 wurde er zum Operationsoffizier ausgebildet, woran sich ab 1985 eine Admiralstabsausbildung in Frankreich anschloss. Ab 1986 war er Operationsoffizier und anschließend Erster Offizier im 1. Zerstörergeschwader.
Von 1991 bis 1993 war Maltzan stellvertretender Marineattaché an der deutschen Botschaft in Paris und übernahm anschließend das Kommando über den Zerstörer Rommel. Von 1995 bis 1997 war er Lehrgangsleiter des Admiralstabslehrgangs an der Führungsakademie der Bundeswehr. Von dort kehrte Maltzan als Marineattaché an die Deutsche Botschaft Paris zurück.
Von August 2000 bis Februar 2004 war er Geschwaderkommandeur zunächst des 1. Zerstörergeschwaders und dann des 1. Fregattengeschwaders. Daran schloss sich eine Verwendung als Referatsleiter im Führungsstab der Marine an. Von 2006 bis 2009 war Maltzan als Militärattaché an der deutschen Botschaft Paris eingesetzt. Vor seiner Verwendung als Unterabteilungsleiter Operation im Marinekommando in Rostock war er von Juli 2011 bis zur Auflösung Ende September 2012 Chef des Stabes im Flottenkommando in Glücksburg (Ostsee). Vom 24. Januar bis zum 30. Mai 2013 war er Kommandeur der Standing NATO Maritime Group 1. Am 31. Mai 2016 wurde er in den Ruhestand versetzt.